# Mau y Ricky
Mau y Ricky è un duo musicale composto da Mau e Ricky Montaner, fratelli di origine venezuelana. Nel 2018 sono stati nominati per il Latin Grammy Award come miglior nuovi artisti e canzone dell'anno. Il duo inizialmente si chiamava MR nel 2011 fino al 2015.

## Storia del gruppo
Mauricio Alberto e Ricardo Andrés Montaner sono nati a Caracas, in Venezuela, dal cantautore venezuelano di origini argentine Ricardo Montaner e la regista Marlene Rodríguez. Restarono fino all'età di 7 e 10 anni a Caracas prima di trasferirsi a Miami, in Florida. Hanno una sorella Evaluna Montaner e due fratellastri più grandi, Alejandro Manuel e Héctor Eduardo dal primo matrimonio del loro padre. Mau y Ricky sono bilingue, parlano inglese e spagnolo. Hanno iniziato a studiare musica all'età di 4 e 6 anni rispettivamente.

### Carriera
Mau y Ricky hanno iniziato la loro carriera musicale suonando settimanalmente in una chiesa in una band da loro co-fondata. Mau y Ricky ha scritto canzoni per cantanti tra cui Thalía, Leslie Grace, Miguel Bosé, Diego Boneta, Cristian Castro e Ednita Nazario. Mau è stato uno degli autori del singolo Vente pa' ca, cantata da Ricky Martin con Maluma. Nell'aprile 2018, la loro canzone Mi mala con Karol G raggiunse la posizione numero 44 delle Hot Latin Songs. Al Premio Lo Nuestro 2018, Mau y Ricky hanno interpretato Será e Tan Enamorados con il loro padre Ricardo Montaner.

## Discografia

### Album in studio
- 2019 – Para aventuras y curiosidades
- 2020 – Rifresh

### Singoli
- 2011 – Hoy
- 2013 – Preguntas
- 2014 – Iré tras de ti
- 2016 – Voy que quemo
- 2016 – Para olvidarte
- 2017 – Mi mala
- 2018 – Mi mala (Remix) (con Karol G feat. Becky G, Leslie Grace e Lali)
- 2018 – Bailoteame (con Agustín Casanova e Abraham Mateo)
- 2018 – 22
- 2018 – Desconocidos (con Camilo e Manuel Turizo)
- 2018 – Ya no tiene novio (con Sebastián Yatra)
- 2019 – La boca (con Camilo)
- 2019 – Perdòname
- 2019 – Bota Fuego (con Nicky Jam)
- 2020 – Recuerdo (con Tini)